# Список персонажів «Бліч»
Це список персонажів аніме та манґи Bleach. Дизайн персонажів створений манґакою Кубо Тайто, адаптація персонажів до аніме — Кудо Масасі.
Серіал має величезну кількість персонажів, які належать до різних рас, входять в різні клани та групи і використовують своєрідний жаргон, вигаданий Кубо Тайтом.

## Головні персонажі

Ітіґо Куросакі

### Куросакі Ічіго
Ічіго Куросакі (яп. 黒崎 一護) — головний герой аніме і манґи, рудоволосий п'ятнадцятирічний школяр. Із самого початку володіє здатністю бачити духів і сініґамі. Отримавши від Рукії сили сініґамі, Ічіго може повністю розкрити свій потенціал. За всяку ціну прагне захистити тих, кого любить.
Ічіго є не тільки головним героєм історії, але і одним з найпопулярніших персонажів Bleach. У рейтингу популярності журналу Shonen Jump він довгий час займав перше місце, проте в останньому голосуванні, опустився на 3-е місце. Ітіго озвучує сейю Моріта Масакадзу, нагороджений за цю роль як «Найкращий актор-початківець» на Seiyu Awards в 2007 році..
Сейю: Масакадзу Моріта

### Кучікі Рукія

Кутікі Рукіа

Кучікі Рукія (яп. 朽木 ルキア) — дівчина-сініґамі, яка була відправлена патрулювати рідне місто Ітіґо. 
Практично нічого не знає про світ людей, бо померла ще в дитинстві і разом із старшою сестрою Хісаною потрапила в Суспільство душ. Спочатку Хісана хотіла піклуватися про Рукію, але незабаром зрозуміла, що маленька дитина — це не просто важкий тягар, але і питання її власного виживання, тому покинула Рукію. 
Рукія виявилася спроможною контролювати свою духовну енергію і тому була прийняти в Академію сініґамі. Ще не закінчивши Академію, її без іспитів було зараховано в 13-й загін сініґамі.
Вона змушена передати свої сили Ічіґо та деякий час вести життя звичайної людини. 
Рукії подобається жити у світі людей, вона має дивне почуття гумору та сварливий характер, любить пояснювати все у вигляді власноруч намальованих коміксів.
Сейю: Фуміко Орікаса

### Іноуе Оріхіме

Оріхіме Іноуе

Іноуе Оріхіме (яп. 井上 織姫) — однокласниця Куросакі, познайомилася з ним завдяки Арісаве Тацукі. 
В Оріхіме довге темно-руде волосся, незмінно заколене маленькими блакитними шпильками у вигляді квіток, які героїня ніколи не знімає і носить на згадку про померлого брата. Завеликі груди Оріхіме періодично стають темою для жартів, а також привертають увагу однокласників та друзів Ічіґо. На кольорових сторінках манґи в Оріхіме блакитні очі, а в аніме — сірі. Її зріст — 157 см.
Оріхіме доброзичлива, весела та добра, вона не любить приносити людям біль та справляє враження наївної та дурнуватої людини, що дивним чином поєднується з високими оцінками в школі.
Вона безпорадна у всьому, що стосується техніки. За словами Тацукі, Оріхіме має чорний поясом по карате, хоча в аніме його колір замінили на жовтий.
Оріхіме дуже прониклива, особливо у всьому, що стосується Ічіґо. Вона гостро переживає свою нездатність захистити дорогих людей.
Сейю: Юкі Мацуока

### Ясутора Садо

Садо Ясутора

Ясутора «Чад» Садо (яп. 茶渡 泰虎) — однокласник та близький друг Ічіґо. Отримав прізвисько «Чад» при першій зустрічі з Куросакі, коли Ічіґо неправильно прочитав перший ієрогліф прізвища. 
Познайомився з Ічіґо, коли на них нападала група підлітків. Він наполовину японець, наполовину мексиканець. 
Володіє величезною фізичною силою та витривалістю. Дуже небагатослівний — в розмовах або мовчить, або говорить дві-три короткі фрази. Не любить битися, хоча сильний в рукопашному бою; застосовує силу тільки у тому випадку, коли вимушений встати на захист друзів.
По ходу сюжету отримує, завдяки Ічіґо, деякі здібності сініґамі — вміння бачити духів, а також здатність перетворювати свої руки на зброю.
Сейю: Хірокі Ясумото

### Ісіда Урю

Ісіда Урю

Ісіда Урю (яп. 石田 雨竜) — однокласник Ічіґо, один з останніх представників раси Квінсі. 
Ісіда — чорноволосий парубок середнього зросту (170 см). В основному носить шкільну форму, а також окуляри.
За характером досить гордий, обачливий, запасливий (постійно з собою щось носить, наприклад, аптечку або набір для шиття). Прагне виглядати холоднокровним та урівноваженим. Працелюбний та старанний, якщо береться до роботи, виконує її швидко та акуратно. Не любить відкладати справи на потім. Прагне завжди відповідати за свої слова. 
З часом помітно міняється: спочатку надмірно замкнутий, але поступово розкривається та більш охоче спілкується з довколишніми людьми.
На відміну від сініґамі, які в битві в першу чергу покладаються на дзанпакто, Квінсі використовують лук та стріли. Вони створені з часток духовної енергії, яку витягують з навколишнього світу.
Сейю: Норіакі Сугіяма

### Абарай Ренджі

Абарай Рендзі

Абарай Ренджі (яп. 阿散井 恋次) — сінігамі, що носить титул лейтенанта 6-го загону Готею 13. Старий друг, а пізніше і чоловік Рукії, проте, вперше з'являється як її ворог. З величезною пошаною відноситься до свого капітана Кучікі Бякуї і прагне його перевершити.
Сейю: Іто Кентаро

## Наш світ

### Сім'я Куросакі
Сім'я Куросакі складається з Ічіґо Куросакі, його молодших сестер Карін та Юзу, а також батька — Ішшина. Мати Ічіґо — Масакі, померла коли діти були зовсім маленькими.
- Куросакі Ішшин, раніше відомий як Ішшин Шиба — колишній капітан 10-го загону Готей 13, чоловік Масакі Куросаки, батько Ічіго, Карін і Юзу Куросакі. Ішшин - колишній глава клану Шиба і нинішній глава сім'ї Куросакі.
- Куросакі Карін — донька Ішшина і Масакі Куросаки, молодша сестра Ічіго і сестра-близнюк Юзу. У порівнянні зі своєю м'якою сестрою Юзу, Карін є більш авторитетною і безтурботною людиною.
- Куросакі Юзу — донька Ішшина і Масакі Куросаки, молодша сестра Ічіго і сестра-близнюк Карін. У порівнянні з Карін, Юзу більш м'яка і чуйна.
- Куросакі Масакі — була чистокровною квінсі і дружиною Ішшина Куросаки і матір'ю Ічіго, Карін і Юзу. Її вбили, коли вона намагалася захистити свого сина від порожнього. Вона була дуже люблячою матір'ю і дружиною.

### Друзі Ічіґо
- Асано Кейго — однокласник та друг Ічіго. Зазвичай з'являється у комічних ситуаціях.
- Кодзіма Мізуіро — друг і однокласник Кейго та Ічіго. Ввічливий та спокійний хлопець, постійно запокоює Кейго. Він дуже успішний у житті і навіть зустрічався з декількома жінками одразу.
- Арісава Тацукі —  однокласниця Ічіго. Ще з дитинства знала і дружила з Ічіго, а також вони разом займалися карате. Тацукі не любила, і це навіть дратувало її, коли Ічіго плакав від того, що вона його побила, проте коли Ічіго бачить матір, то відразу посміхається. Після смерті матері, Ічіго зовсім змінився, Тацукі стала його поважати і подружилась із ним.

### Вайзарди

За годинниковою стрілкою, починаючи від центру: Сіндзі Хірако, Родзюро Оторібасі, Масіро Куна (із зеленим волоссям), Лав Айкава, Хіері Саруґакі, Ліза Ядомару, Хатіген Уседа, Кенсей Муґурума. У центрі — Ітіґо Куросакі.

- Хірако Сінгзі — капітан п'ятого загону Готею 13. Його маска порожнього схожа на маску фараона.

- Оторібасі Родзюро — капітан третього загону Готею 13. Маска схожа на венеціанську маску у вигляді голови птиці.

- Куна Масіро — одна з двох лейтенантів дев'ятого загону Готею 13 під командуванням Мугурумі Кенсея. Маска схожа на голову метелика чи мурахи.

- Айкава Лав — колишній капітан сьомого загону Готею 13. Маска схожа на маску оні.

- Саруґакі Хіорі — колишній лейтенант дванадцятого загону Готею 13 під командуванням Урахари Кісуке. Маска схожа на маску гілліана

- Ядомару Ліза — капітан восьмого загону Готею 13 під командуванням. Маска являє собою виріз у вигляді хреста на самій масці.

- Усода Хачіген — колишній лейтенант загону кідо під командуванням Цукабісі Тессая. Маска схожа на маску корінних жителів Америки.

- Муґурума Кенсей — капітан дев'ятого загону Готею 13. Має татуювання на животі у вигляді числа 69. Маска схожа на хокейну, але квадратну.

## Сініґамі
Сініґамі або Шінігамі (яп. 死神 сінігамі, «бог смерті») позиціюються як добрі духи, невидимі для звичайних людей і живуть в особливому місці, званому Суспільством Душ.

### Капітани загонів

- Кіораку Сюнсуй — головнокомандувач Готею 13 і капітан першого загону, раніше — капітан восьмого загону. Його лейтенанти — Ісе Нанао і Окікіба Геншіро.

- Сой-Фон — головнокомандувач загону таємних операцій і капітан другого загону. Її лейтенант — Омаеда Маречіе.

- Оторібасі Родзюро — капітан третього загону Готею 13 і вайзард. Його лейтенантом є Кіра Ізуру.

- Котецу Ісане — капітан четвертого загону Готею 13. Її лейтенантом є її молодша сестра, Котецу Кіоне.

- Хірако Сінгзі — капітан п'ятого загону Готею 13. Його лейтенант — Хінаморі Момо.

- Кучікі Бякуя — двадцять восьмий глава сім'ї Кучікі і зведений брат Рукії. Займає посаду капітана шостого загону Готею 13, його лейтенант — Абарай Ренджі.

- Іба Тецузаемон — капітан сьомого загону Готею 13.

- Ядомару Ліза —  вайзард і капітан восьмого загону Готею 13. Раніше вона служила лейтенантом під керівництвом капітана Сюнсуя Кіораку.

- Муґурума Кенсей — капітан дев'ятого загону Готею 13, а також вайзард.

- Хіцугая Тошіро — капітан десятого загону Готею 13. Його лейтенант — Мацумото Рангіку.

- Заракі Кенпачі — капітан одинадцятого загону Готею 13. Одинадцята людина, що носить це звання і титул Кенпачі. Його лейтенант — Мадараме Іккаку.

- Куроцучі Маюрі — капітан дванадцятого загону Готею 13 і другий директор НДІ сінігамі. Його колишній лейтенант - Куроцучі Нему, його штучна донька, а зараз — Акон.

- Кучікі Рукія — капітан тринадцятого загону Готею 13 і дружина Абарая Ренджі. Раніше вона служила лейтенантом в тринадцятому загоні, під командуванням Укітаке Дзушіро.